# Michaelskapelle am Käppelehof
Die Michaelskapelle am Käppelehof befindet sich im Wolfacher Langenbachtal im Schwarzwald (Baden-Württemberg). Die Kapelle ist ein geschütztes Baudenkmal.

## Beschreibung
Die barocke Kapelle, die zum daneben liegenden Bauernhof gehört, wurde um 1800 errichtet. Auf dem First sitzt ein Dachreiter mit einer kleinen Glocke. Im Inneren sind noch Reste von Dekorationsmalereien erhalten.
In nächster Zeit soll (Stand 2015) mit Hilfe der Denkmalstiftung Baden-Württemberg das Mauerwerk trockengelegt und das Dach repariert werden.